# 정일영 (1944년)
정일영(1944년 3월 20일~)은 대한민국의 정치인이다. 제13·15대 국회의원을 지냈다.

## 역대 선거 결과
|  | 63.59% |

|  | 33.15% |

|  | 49.78% |

|  | 27.83% |